# Душиньский, Каетан
Каетан Душиньский (пол. Kajetan Duszyński; род. 12 мая 1995) — польский легкоатлет, который специализируется в беге на короткие дистанции. Выпускник Лодзинского политехнического университета по направлению биотехнологий.
Тренируется в Лодзи под руководством польского специалиста Кшиштофа Венглярского (пол. Krzysztof Węglarski).

## Достижения
Олимпийский чемпион в смешанном эстафетном беге 4×400 метров (2021). Победа была одержана с новым рекордом Европы в этой дисциплине (3.09,87).
Финалист (5-е место) Олимпийских игр в мужской эстафете 4×400 метров (2021).
Бронзовый призёр Универсиады в эстафете 4×400 метров (2019).
Бронзовый призёр командного чемпионата Европы в эстафете 4×400 метров (2021).
Двукратный серебряный призёр чемпионатов Европы среди молодёжи в эстафете 4×400 метров (2015, 2017).
Чемпион Польши в беге на 400 метров (2021).
Чемпион Польши в помещении в беге на 400 метров (2020).